# Nephelodes expansa
Nephelodes expansa är en fjärilsart som beskrevs av Walker 1856. Nephelodes expansa ingår i släktet Nephelodes och familjen nattflyn. Inga underarter finns listade i Catalogue of Life.